# Gruben (Gemeinde Matrei in Osttirol)
Gruben ist eine Fraktion der Gemeinde Matrei in Osttirol. Die Ortschaft liegt im Tauerntal und wird von 19 Menschen (Stand: 1. Jänner 2024) bewohnt.

## Geographie
Gruben liegt im Tauerntal an der Mündung der Frosnitzbaches in den Tauernbach und ist Teil der Katastralgemeinde Matrei in Osttirol Land. Die Ortschaft besteht aus wenigen, dicht beieinander stehenden Gebäuden, darunter die Bauernhöfe Stampfer, Solderer, Angerlis, Raspen und Mesner. Erreichbar ist Gruben über eine Straße, die von der Felbertauernstraße über den Tauernbach in den Ort führt. Des Weiteren ist Gruben über diese Straße an den naheliegenden Ort Berg angebunden.

## Geschichte
Gruben und Berg wurden bei Volkszählungen lange Zeit zusammen angeführt. 1869 lebten in Gruben 86 Einwohner, 1890 wurden Gruben und Berg von 68 Menschen bewohnt, die in 21 Häusern lebten. 1951 entfielen auf Berg 7 Häuser mit 29 Einwohnern, während Gruben 10 Häuser mit 45 Menschen umfasste. Zudem wurden 28 Almhütten zu Gruben und Berg gezählt.

## Bauwerke
Gruben beherbergt zwei kulturgeschichtlich interessante Gebäude. Bei der Pestkapelle Lurnschütt handelt es sich um eine turmlose Kapelle, die am Seintzgerweg, dem heutigen Tauerntalwanderweg, errichtet wurde. Einer Überlieferung zufolge wurde sie nach 1635 erbaut und nach einem Pestausbruch 1650 renoviert. Bei der Kapelle handelt es sich um einen rechteckigen Bau mit leicht eingezogenem, polygonalem Chor. Das steile Dach wurde mit Schindeln gedeckt, in der Giebelwand wurde das rechteckige Portal eingelassen. Im Inneren beherbergt die Kapelle einen hölzernen Altar, der möglicherweise aus dem 17. Jahrhundert stammt. Weitere Ausstattungsgegenstände sind ein Gemälde der Armen Seelen im Fegefeuer aus der zweiten Hälfte des 19. Jahrhunderts und ein Gemälde mit dem Abbild der heiligen Dreifaltigkeit mit einer Darstellung Marias und des heiligen Rochus.
Ebenfalls von Bedeutung ist der Bauernhof Raspen (Gruben Nr. 12), der in der ersten Hälfte des 18. Jahrhunderts als Freistift des Grafen Welsberg urkundlich erwähnt wurde. Bei dem Bauernhof handelt es sich um einen geschlossen erhaltenen Paarhof mit einem Brunnenhäuschen und einer Säge. Das Wohnhaus, ein zweigeschoßiger Wohnbau in Blockbau, wurde in der Form des 19. Jahrhunderts errichtet. Der Bau wurde um 1900 aufgestockt und verfügt über ein schindelgedecktes Blockpfettendach.